# Occitaniavis elatus
Occitaniavis elatus — викопний вид журавлеподібних птахів вимерлої родини Idiornithidae. Скам'янілі рештки знайдені у відкладеннях формації Фосфорити Керсі у Франції. Датується пізнім еоценом (близько 40 млн років тому). Описаний з фрагментів кісток нижніх кінцівок.

## Опис
Птах сягав 40-50 см заввишки.